# Автотрофний шар
Автотрофний шар (ярус) — евфотична зона водойми, де фотосинтез переважає над диханням. У Світовому океані товщина автотрофного шару становить у середньому близько 200 м. 
На суші, у випадку степів, автотрофним ярусом є вся земна поверхня, що освітлюється сонячним світлом (на противагу підземним екосистемам). У лісі ним іноді вважаються лише крони дерев.
Інтенсивність світла, що падає на автотрофний ярус, визначає продуктивність усієї екосистеми.